# Лотников, Михаил Демьянович

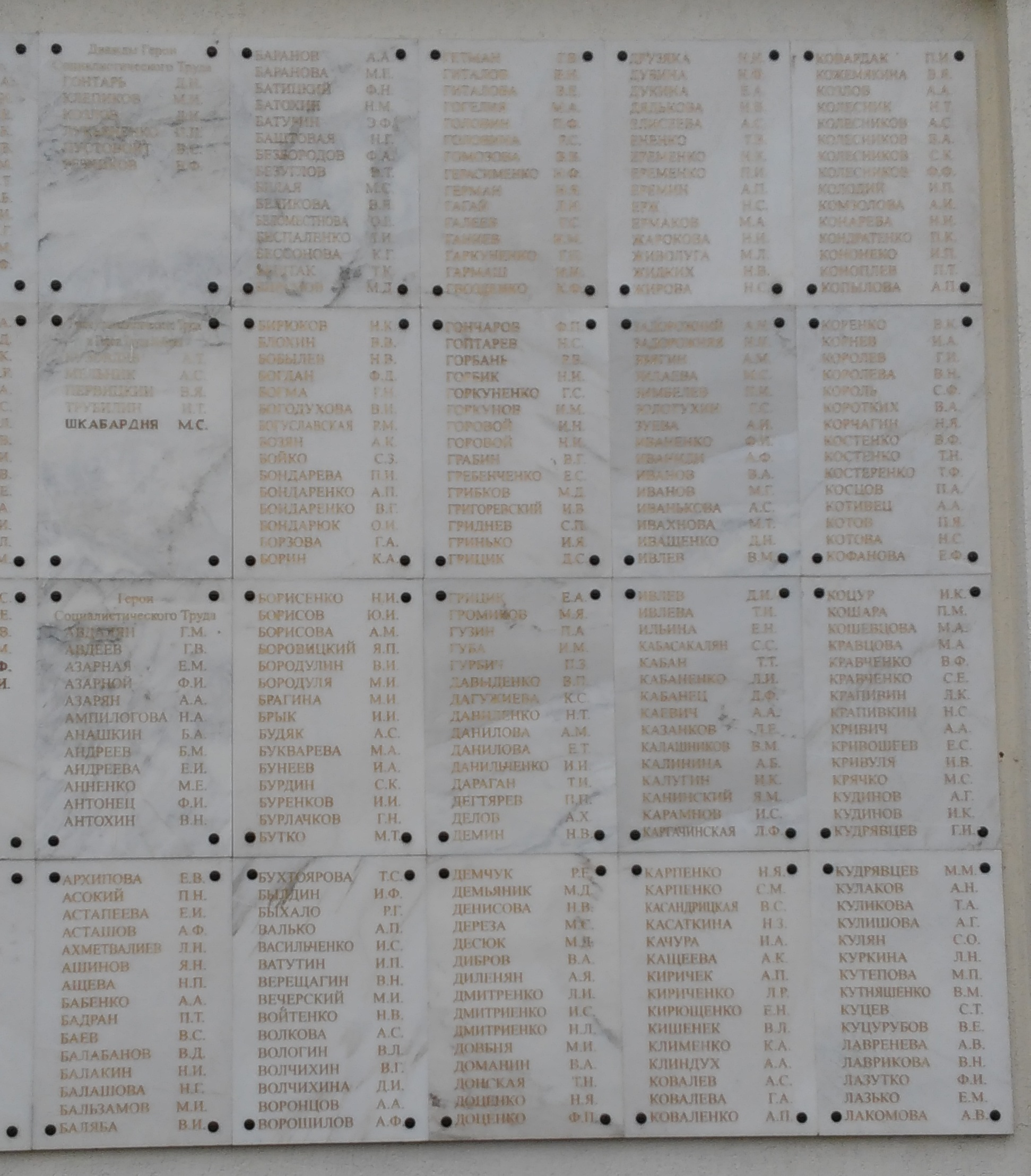
Мемориальная доска с именами Героев Социалистического Труда Кубани и Адыгеи (левая). Краснодар, 2017

Михаил Демьянович Лотников (18 сентября 1903, Березовка, Медвеженский уезд, Ставропольская губерния, Российская империя — 3 октября 1967, Абинский район, Краснодарский край) — поливальщик риса колхоза «За мир» Абинского района Краснодарского края. Герой Социалистического Труда (23 июня 1966 года),

## Биография
Колхоз «За мир» Абинского района Краснодарского края выращивает с середины 50-х годов. Важная роль в его возделывании отводилась поливальщику, который должен не только вырастить, но и сохранить рис, следить за водным режимом, бороться с сорняками. Михаил Демьянович Лотников, как и все поливальщики в то время, также начинал с урожайности риса по 40 центнеров с гектара, но не останавливался на достигнутом, постоянно экспериментировал, изучал режимы воды, от которой многое зависело, беспощадно воевал с сорняками. Получал стабильные урожаи, он ежегодно повышал урожайность на 3-4 центнера с гектара. Большинство передовиков-поливальщиков повысили в среднем урожайность в 1,5 раза, а Михаил Лотников за 10 лет увеличил её почти в два раза. В 1965—1966 годах он вырастил на площади 40 гектаров наивысший урожай риса в Абинском районе — по 72 центнера с гектара.
За успехи, достигнутые в увеличении производства и заготовок пшеницы, ржи, гречихи, риса, других зерновых и кормовых культур, и высокопроизводительное использование техники поливальщик риса М. Д. Лотников удостоен звания Героя Социалистического Труда, указом Президиума Верховного Совета СССР от 23 июня 1966 года с вручением ордена Ленина и золотой медали «Серп и молот».
М. Д. Лотников — неоднократный участник ВДНХ, награжден бронзовой и серебряной медалями ВДНХ СССР.

## Награды
- Золотая медаль «Серп и Молот»(23 июня 1966 года)
- Орден Ленина (23 июня 1966 года)
- Медаль «В ознаменование 100-летия со дня рождения Владимира Ильича Ленина» (6 апреля 1970)

## Память
- Его имя увековечено на мемориальной доске на площади Жукова в Краснодаре.
- На могиле Героя установлен надгробный памятник.